# Heinrich Carl Welsch

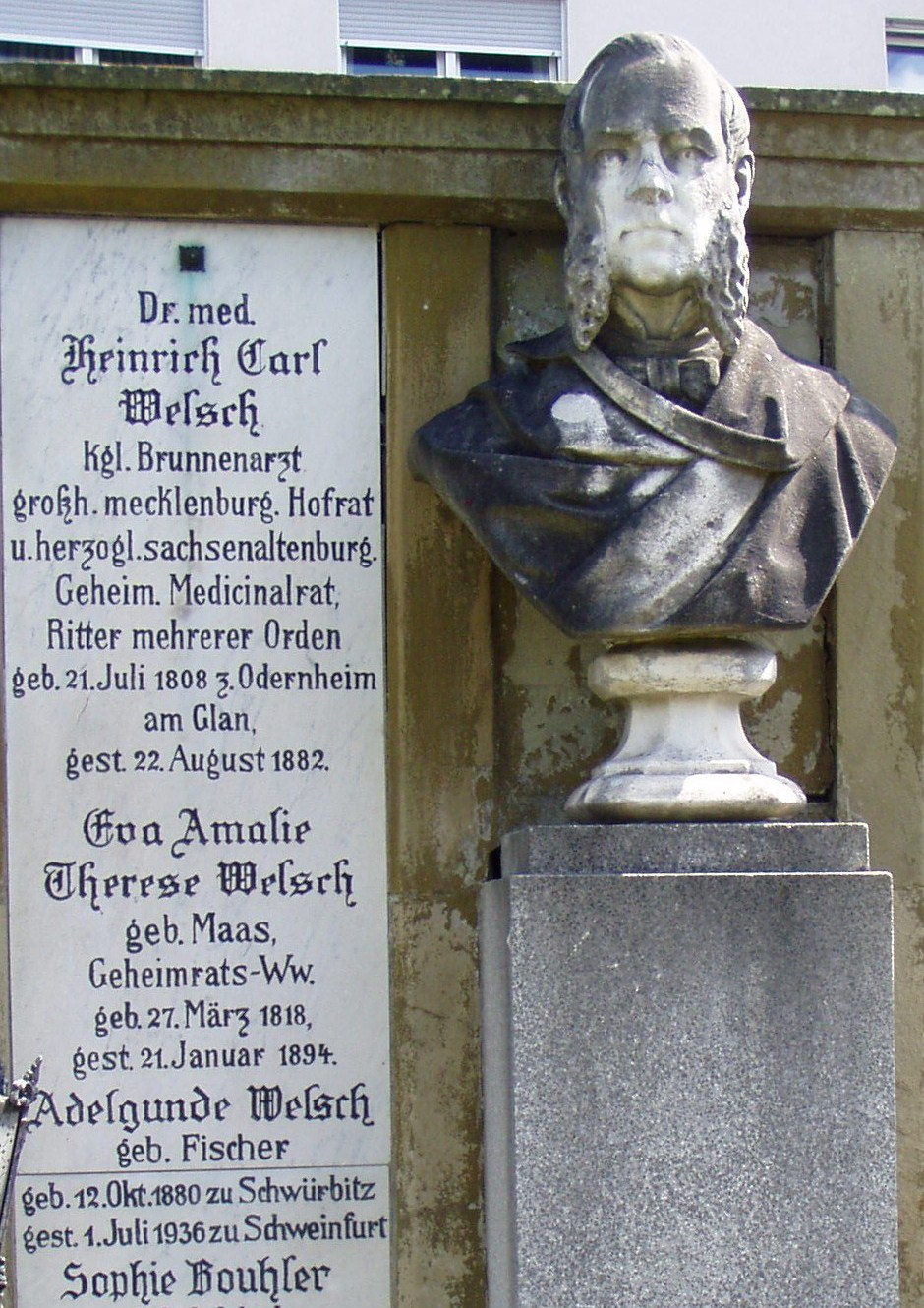
Gedenktafel mit Büste des Heinrich Carl Welsch (Auszug)
(Familiengrab auf dem Kapellenfriedhof, Bad Kissingen)

Heinrich Carl Welsch (* 21. Juli 1808 in Odernheim am Glan; † 22. August 1882 in Bad Kissingen, Unterfranken) war ein königlich bayerischer Badearzt in Bad Kissingen.

## Leben
Heinrich Carl Welsch entstammte einer angesehenen, ursprünglich aus Wales (Welsh), später als Protestanten (Hugenotten) aus Glaubensgründen aus Valenciennes (Frankreich) nach Baumholder in die preußische Rheinprovinz zugewanderten Familie und war der Sohn des Kirchenrats und Dekans Heinrich Jakob Welsch, Ritter des bayerischen Großherzoglich Hessischen Ludwigsordens, vormals Subrektor der Lateinschule in Bergzabern, und der Pfarrerstochter Elisabeth Neßel (Nössel).
Nach eigener Aussage soll Welsch ein schwächliches Kind mit hellblonden Haaren gewesen sein. Dennoch absolvierte er die Schulzeit zunächst in Kreuznach und ab seinem 13. Lebensjahr in Zweibrücken ohne Schwierigkeiten und bestand das Abitur mit der Note 1. Anschließend studierte er Medizin zunächst an der Universität Erlangen, wo er im Winter-Semester 1826/27 der Erlanger Burschenschaft. beitrat, wechselte nach einem Jahr an die Ludwig-Maximilians-Universität München, nach einem weiteren Jahr an die Julius-Maximilians-Universität Würzburg. Dort promovierte er im Alter von 20 Jahren. Danach besuchte er bereits das erste Mal die Kurstadt Kissingen, ging dann aber nach Paris, um in den dortigen Spitälern die Verwundeten aus der Julirevolution von 1830 zu behandeln. Nach nur kurzem Aufenthalt in Paris war er bereits 1831 als Assistent ans „Allgemeine Krankenhaus für Rheinbayern“ in Frankenthal (Pfalz) gegangen, wo er ein zweijähriges Praktikum absolvieren wollte. Doch schon 1832 war er wieder in Würzburg und machte anschließend sein praktisches Examen an der Otto-Friedrich-Universität Bamberg.
Sein Bamberger Professor, den er wegen eigener gesundheitlicher Beschwerden aufsuchte, hielt ihn zwar für einen Hypochonder, schickte ihn aber zur Kur nach Kissingen. Dort suchte Welsch den Badearzt Johann Adam Maas (1784–1852) auf, seit 1814 königlich bayerischer Distriktsphysikus (Amtsarzt) und Landgerichtsarzt in Kissingen, Brunnen- und Salinenarzt sowie Badearzt in Bocklet und später (1834) – neben Bayerns König Ludwig I. und dessen Ehefrau Therese – Mitbegründer des Kissinger Theresienspitals für bedürftige Bedienstete. Maas verlachte zwar Welsch wegen dessen eingebildeter Krankheiten, lud ihn aber dennoch in sein Haus ein, wo Welsch auf dessen 14-jährige Tochter Eva Amalie Therese (* 27. März 1818 in Bad Kissingen; † 21. Januar 1894 ebenda) traf. Welsch machte mit Maas einige Krankenbesuche auf dem Land, kehrte dann aber nach Würzburg zurück. Schon bald eröffnete er aber in Speyer eine schnell florierende Arztpraxis. Sein Ruf war so gut, dass Welsch mit 24 Jahren in Speyer als Mitglied ins Kreismedizinal-Komitees aufgenommen wurde.
Im Jahr 1836 kehrte Welsch nach Kissingen zurück und hielt bei Maas um die Hand seiner Tochter an. Dieser wollte sie allerdings nicht vor ihrem 24. Lebensjahr heiraten lassen, da seine eigene Frau Eva Catharina als 24-Jährige bereits 1819 an Tuberkulose und auch zwei seiner Töchter im Kindesalter gestorben waren. Welsch bestand aber auf seinem Heiratsantrag und erfüllte die Forderungen seines Schwiegervaters, seine Praxis nach Kissingen zu verlegen und – obwohl er selbst überzeugter Protestant war – seine Kinder katholisch taufen zu lassen. Schließlich konnte im darauf folgenden Jahr am 9. Oktober 1837 die Hochzeit mit der inzwischen 19-jährigen Eva Amalie Maas stattfinden. Aus dieser Ehe stammen die vier Söhne, der Gutsbesitzer Oskar Welsch (1839–1913), der Bad Kissinger Badearzt Hermann Welsch (1842–1892), Albert Welsch (1847–??) und der ebenfalls in Bad Kissingen und im Winter in Odernheim praktizierende königlich bayerische Sanitätsrat und Hofrat Heinrich Welsch (1855–1931).

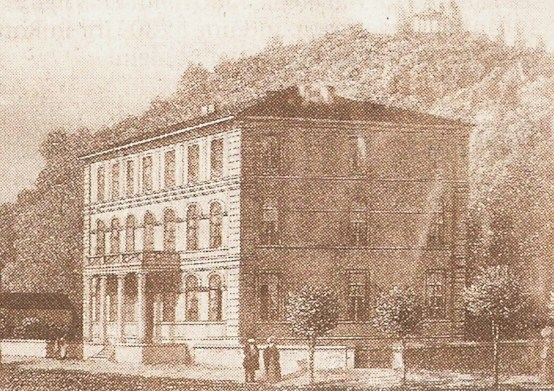
Wohnhaus von H. C. Welsch („Westendhaus“, heute Bismarckstraße 26)

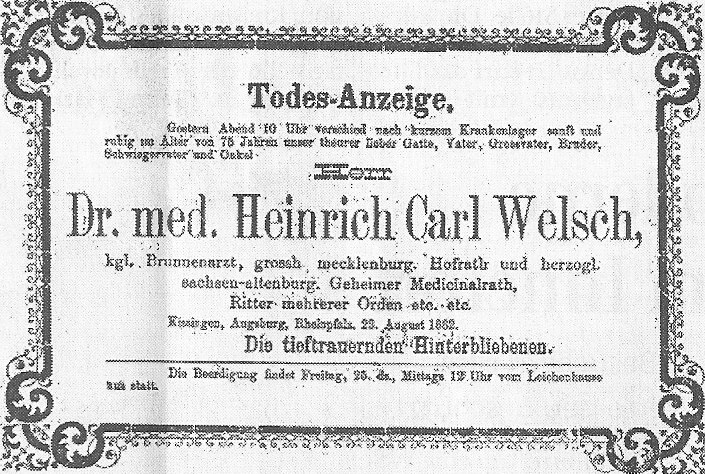
Todesanzeige in der Saale-Zeitung vom 24. August 1882

Auch seine neue Praxis in Kissingen muss gut gelaufen sein, denn Welsch konnte sich bereits drei Jahre später (1840) im Neubaugebiet westlich der Fränkischen Saale ein Haus (heute Bismarckstraße 26) vom damals bekannten Architekten Johann Gottfried Gutensohn bauen lassen, für das er samt Ausstattung 30.000 Gulden zahlte. Er gehörte zu den ersten frei niedergelassenen Brunnenärzten der Kurstadt und war deshalb auf die wohlhabenden Kurgäste angewiesen, um seinen großen Haushalt mit Bediensteten, Kutschen und Pferden finanzieren zu können. Dies gelang tatsächlich und schon bald hatte er dank seiner berühmten Patienten aus europäischen Herrscherhäusern und Hochadel auch in Berlin, Sankt Petersburg, Paris und London einen sehr guten Ruf. Seine berühmteste Patientin war die österreichische Kaiserin Elisabeth (Sisi), die er 1862 von ihrer Krankheit heilen konnte und bei der er dreimal im Beisein von Kaiser Franz Joseph und Bayerns König Maximilian II. zum Essen eingeladen war. Weitere bekannte Patienten waren Sisis Vater Herzog Max in Bayern, die Herzöge Joseph und Georg von Sachsen-Altenburg mit Familie, Prinz Wasa, der spätere Schweden-König Oskar I., Erzherzog Georg von Mecklenburg-Strelitz und andere. Da er auch Englisch sprach, konnte er sehr gut ausländische Patienten behandeln.
Aufgrund seiner Verdienste wurden ihm etliche Auszeichnungen und Titel verliehen, wie es damals üblich war. Außerdem war er Ehrenmitglied verschiedener wissenschaftlicher und ärztlicher Vereine und Gesellschaften des In- und Auslandes (Athen, Paris, London).
Welsch bildete erhebliche finanzielle Rücklagen. Er kaufte Obligationen, legte bei seinem Bruder in New York City 20.000 Gulden an und kaufte seinem Sohn Albert den „Altenfelder Hof“ bei Görlitz.
Ab 1878 kränkelte Welsch und mit ihm starb 1882 „der Letzte aus der älteren Generation der hiesigen Ärzte“. Er wurde in der Familiengruft auf dem Kapellenfriedhof in Bad Kissingen beigesetzt.

## Orden und Auszeichnungen (Auswahl)
- 1841: Verdienstkreuz des Herzoglich Sachsen-Ernestinischen Hausordens
- 1853: Großherzoglich mecklenburgischer Hofrat
- Großherzoglich Hessischer Ludwigsorden 4. Klasse
- 1862: Ritterkreuz des herzoglich-sächsischen Ernestinischen Hausordens
- 1863: Ritterkreuz des österreichischen Franz-Joseph-Ordens
- 1870: Sächsisch-Altenburgischer Geheimer Medizinalrat
- 1870: Königlich preußischer Kronenorden 3. Klasse

## Veröffentlichungen
- Kissingen mit seinen Heilquellen in mehreren Beziehungen, Würzburg 1839
- Neueste Berichte über den Kurort Kissingen und seine Mineral-Wasser, Frankfurt am Main 1842